# 喬治·圖普一世
乔治·图普一世（1797年4月9日—1893年2月18日），原名陶法阿豪一世（Tāufaʻāhau I），1845年12月4日—1893年2月18日任汤加国王 。
图普一世本是陶法阿豪家族的族长，世袭“图伊卡诺库珀鲁”头衔（汤加地位最高的三个酋长之一）。当时，汤加的三个酋长家族为争夺统治权爆发内战。图普一世于1831年接受卫理宗的洗礼，取名乔治。后来在卫理宗的教徒的支持下，于1852年统一汤加。1862年汤加废除了奴隶制。1875年，又参照英国颁布了宪法和法典，建立了类似的行政机构。